# Radagais
Radagais o Rodogais (en llatí, Radagaisus; en grec, Ῥοδογάϊσος Rhodogáïsos, segons Zòsim) va ser un notable líder bàrbar de discutit origen. Jordanes el considera escita, però cal pensar que es refereix a una de les tribus germàniques que havien arribat al començament del segle v de les seves anteriors terres a Ucraïna (Escítia).
El 401 participà amb Alaric I el visigot a l'expedició a Itàlia, i el 406 va congregar nombrosos grups heterogenis sota el seu comandament (borgonyons o burgundis, sueus, vàndals, alans i hèruls), en total unes dues-centes mil persones (al doble segons algunes fonts), dirigint-se des de l'alt Danubi cap a Itàlia amb intenció d'atacar Roma. Va destruir diverses ciutats assetjant Florència que era una ciutat jove i prospera.
Contra ell fou enviat el general Estilicó amb un exèrcit romà que incloïa les tropes del Rin. Estilicó aconseguí atraure a dos caps bàrbars que dirigien grups de gots i huns, Huldí (Huldinus o Huldin) i Sarus i quan el general romà es va acostar els bàrbars prengueren posicions defensives a la rodalia de Fèsules, a les muntanyes Fescolani, però Estilicó els va poder rodejar i Radagais, mancat de provisions va haver d'oferir batalla per obrir-se pas. Fou derrotat i finalment va haver de capitular a canvi de què la seva vida i les de la seva gent fossin respectades. Estilicó va acceptar, però va violar l'acord i va fer executar a Radagais, i la seva gent fou venuda com esclaus excepte una part que ingressaren a l'exèrcit romà.
La retirada de les tropes de la frontera al Rin va propiciar la derrota dels francs a la Batalla de Mainz en 406 i la invasió de vàndals, sueus i alans a les Gàl·lies i posteriorment Hispània.